# Campeonato Roraimense de Futebol de 2023
O Campeonato Roraimense de Futebol de 2023 foi a 68.ª edição deste torneio realizado pela Federação Roraimense de Futebol. A competição foi disputada por 9 equipes, sendo realizada entre 12 de março até 24 de maio.
Esta foi a terceira vez seguida onde o campeonato foi realizado em um único estádio, o Canarinho, e a primeira vez onde todos os nove clubes filiados a Federação Roraimense de Futebol disputaram uma única edição juntos.

## Regulamento
A Federação Roraimense de Futebol havia anunciado que a competição iniciaria no dia 11 de março, porém foi adiado para 12 de março, para atender a logística do São Raimundo, que disputou a segunda fase da Copa do Brasil.
O campeão garantiu uma vaga na Série D, Copa Verde, e junto do vice-campeão, uma vaga na Copa do Brasil do ano seguinte.
Primeiro turno
No primeiro turno, os times da mesma chave se enfrentaram entre si. Os dois melhores de cada grupo avançaram para as semifinais onde houve o cruzamento entre as chaves: 1ºA x 2ºB e 1ºB x 2ºA.
Segundo turno
No segundo turno, as mesmas chaves foram mantidas, porém, as equipes enfrentaram os times do grupo oposto. As semifinais seguiram o mesmo modelo do primeiro turno: 1ºA x 2ºB e 1ºB x 2ºA.

### Considerações
Caso um mesmo time vencesse os dois turnos - se tornando campeão de forma direta -, a segunda vaga para a Copa do Brasil 2024 seria dada à equipe que somar mais pontos na classificação geral.
A classificação geral é a somatória de todos os pontos disputados nas duas fases de grupos e também leva em consideração as semifinais e finais de cada turno.
Em caso de igualdade em pontos, os critérios de desempate na fase de grupos: 1) confronto direto; 2) mais vitórias; 3) menos gols contra; 4) mais gols pró; 5) partida extra. Em caso de empate nas fases mata-mata, haveria uma disputa de penalidades para definir o vencedor.

## Equipes participantes
A competição contou com a volta do Grêmio Sampaio, que não disputava o torneio desde 2021, a do Progresso, que não disputava desde 2018, além do River, que não disputava o torneio desde 2008.
| Equipe                  | Cidade    | Campanha em 2022 | Estádio                                | Títulos             |
| Atlético Roraima        | Boa Vista | 5º lugar         | Canarinho                              | 17 (último em 2009) |
| Baré                    | Boa Vista | 4º lugar         | Canarinho                              | 26 (último em 2010) |
| Grêmio Atlético Sampaio | Boa Vista | Não disputou     | Canarinho                              | 0 (não possui)      |
| Náutico                 | Boa Vista | 2º lugar         | Canarinho                              | 2 (último em 2015)  |
| Progresso               | Mucajaí   | Não disputou     | Estádio Municipal de Mucajaí           | 0 (não possui)      |
| Real                    | São Luís  | 3º lugar         | Estádio Municipal de São Luiz do Anauá | 1 (2011)            |
| Rio Negro               | Boa Vista | 6º lugar         | Canarinho                              | 2 (último em 2000)  |
| River                   | Boa Vista | Não disputou     | Canarinho                              | 3 (último em 1989)  |
| São Raimundo            | Boa Vista | 1º lugar         | Canarinho                              | 13 (último em 2022) |

### Técnicos
| Clube            | Técnico                                                  | Ref.          |
| ---------------- | -------------------------------------------------------- | ------------- |
| Atlético Roraima | Fabinho Pedalada (1ª—)                                   | [ 12 ]        |
| Baré             | Júnior Goiano (1ª—6ª) Damazio Mineiro (7ª—)              | [ 13 ] [ 14 ] |
| GAS              | Roberto da Asatur (1ª—)                                  | [ 15 ]        |
| Náutico-RR       | Julio Cesar dos Santos (1ª—)                             | [ 16 ]        |
| Progresso        | Carlos Alberto Dias (pré-temporada) Alison Menezes (1ª—) | [ 17 ] [ 18 ] |
| Real             | Antônio Carlos (1ª—)                                     | [ 19 ]        |
| Rio Negro-RR     | Jonas Manu (1ª—)                                         | [ 20 ]        |
| River-RR         | Kleber Paulista (1ª—)                                    | [ 8 ]         |
| São Raimundo-RR  | Chiquinho Viana (1ª—)                                    | [ 21 ]        |

## Primeiro turno
|  | v d e |

### Grupo A

#### Confrontos
|                  | ARC | BAR | GAS | NAU | RNG |
| ---------------- | --- | --- | --- | --- | --- |
| Atlético Roraima | —   |     | 1–6 |     | 6–0 |
| Baré             | 1–0 | —   |     | 2–2 |     |
| Grêmio Sampaio   |     | 4–2 | —   |     | 5–1 |
| Náutico          | 3–1 |     | 2–3 | —   |     |
| Rio Negro        |     | 0–0 |     | 0–4 | —   |

Em negrito, os jogos clássicos.
     Vitória do mandante
     Vitória do visitante
     Empate

### Grupo B

#### Confrontos
|              | APC | REA | REC | SRA |
| ------------ | --- | --- | --- | --- |
| Progresso    | —   |     | 1–3 | 0–6 |
| Real         | 1–0 | —   |     |     |
| River        |     | 1–3 | —   | 1–4 |
| São Raimundo |     | 0–0 |     | —   |

Em negrito, os jogos clássicos.
     Vitória do mandante
     Vitória do visitante
     Empate

### Fase final
- Em itálico, as equipes que possuem o mando de campo no confronto; em negrito as equipes vencedoras.

|  | Semifinais      | Semifinais      | Semifinais      |                 |     | Final | Final | Final |  |
|  |                 |                 |                 |                 |     |       |       |       |  |
|  | GAS             | GAS             | 3               |                 |     |       |       |       |  |
|  | GAS             | GAS             | 3               |                 |     |       |       |       |  |
|  | Real            | Real            | 2               |                 |     |       |       |       |  |
|  | Real            | Real            | 2               |                 | GAS | GAS   | 0     |       |  |
|  |                 |                 |                 |                 | GAS | GAS   | 0     |       |  |
|  |                 |                 | São Raimundo-RR | São Raimundo-RR | 2   |       |       |       |  |
|  | São Raimundo-RR | São Raimundo-RR | São Raimundo-RR | São Raimundo-RR | 2   | 1     |       |       |  |
|  | São Raimundo-RR | São Raimundo-RR |                 |                 |     |       |       |       |  |
|  | Náutico-RR      | Náutico-RR      | 0               |                 |     |       |       |       |  |

## Segundo turno
|  | v d e |

### Confrontos
|                  | ARC | BAR | GAS | NAU | PRO | REA | RIO | RIV | SRA |
| ---------------- | --- | --- | --- | --- | --- | --- | --- | --- | --- |
| Atlético Roraima | —   |     |     |     |     |     |     | 2–0 | 0–0 |
| Baré             |     | —   |     |     | 1–0 |     |     |     | 0–3 |
| Grêmio Sampaio   |     |     | —   |     | 4–0 |     |     | 2–0 |     |
| Náutico          |     |     |     | —   | 5–3 | 4–4 |     |     |     |
| Progresso        | 1–2 |     |     |     | —   |     | 4–4 |     |     |
| Real             | 3–0 | 3–1 | 0–0 |     |     | —   |     |     |     |
| Rio Negro        |     |     |     |     |     | 0–4 | —   | 2–1 |     |
| River            |     | 3–2 |     | 1–5 |     |     |     | —   |     |
| São Raimundo     |     |     | 3–0 | 4–0 |     |     | 3–0 |     | —   |

Em negrito, os jogos clássicos.
     Vitória do mandante
     Vitória do visitante
     Empate

### Fase final
- Em itálico, as equipes que possuem o mando de campo no confronto; em negrito as equipes vencedoras.

|  | Semifinais       | Semifinais       | Semifinais      |                 |       | Final | Final | Final |  |
|  |                  |                  |                 |                 |       |       |       |       |  |
|  | GAS              | GAS              | 2 (1)           |                 |       |       |       |       |  |
|  | GAS              | GAS              | 2 (1)           |                 |       |       |       |       |  |
|  | Real (pen)       | Real (pen)       | 2 (4)           |                 |       |       |       |       |  |
|  | Real (pen)       | Real (pen)       | 2 (4)           |                 | Real  | Real  | 2 (2) |       |  |
|  |                  |                  |                 |                 | Real  | Real  | 2 (2) |       |  |
|  |                  |                  | São Raimundo-RR | São Raimundo-RR | 2 (4) |       |       |       |  |
|  | São Raimundo-RR  | São Raimundo-RR  | São Raimundo-RR | São Raimundo-RR | 2 (4) | 4     |       |       |  |
|  | São Raimundo-RR  | São Raimundo-RR  |                 |                 |       |       |       |       |  |
|  | Atlético Roraima | Atlético Roraima | 2               |                 |       |       |       |       |  |

## Classificação geral
|  | v d e |

## Premiação
| Campeonato Roraimense de Futebol de 2023 |
| ---------------------------------------- |
| São Raimundo Octacampeão (14.º título)   |